# محمود فهمي عبود
محمود فهمي عبود رسام عراقي الأصل من مواليد بابل في العراق 1962.
حصل على ماجستير فنون جميلة من أكاديمية خاركوف للفنون في أوكرانيا. عضو جمعية الفنون الجميلة الروسية وعضو جمعية الإمارات للفنون التشكيلية.
بين عامي 1999 و 2002 عمل في تدريس الرسم في كلية الفنون في النرويج.
بين عامي 2002 و 2014 أعطى دروساً للرسم في معهد الفن الخاص في الشارقة وعمل مصمماً بصرياً ورساماً لقصص الأطفال في مراكز الطفولة في الشارقة. له حوالي 50 كتاب منشور للأطفال. نال الجائزة الأولى من جمعية الإمارات للفنون الجميلة في 2013 عن ثلاث لوحات له وهُن: (خاتون دجلة، الجمعة صباحاً، استراحة فوق السطح)، لوحته خاتون دجلة حصدت الجائزة الأولى في معرض الإمارات للفنون التشكيلية عام 2013 وأيضاُ نال تكريماً من دائرة الثقافة والإعلام بحكومة الشارقة. 
منذ 2015 يعيش متنقلاً بين الإمارات وكندا حيث يشارك في الكثير من المعارض الفنية حول العالم وينظم العديد من المعارض لأعماله كفنان متفرغ.